# گوردون جنکینز
گوردون جنکینز (انگلیسی: Gordon Jenkins؛ ‏ ۱۲ مهٔ ۱۹۱۰ – ۱ مهٔ ۱۹۸۴) آهنگساز، تنظیم‌کننده، رهبر ارکستر و موسیقی‌دان اهل ایالات متحده آمریکا بود.
از فیلم‌هایی که وی در آن‌ها نقش داشته‌است، می‌توان به شکوفه‌هایی در برادوی اشاره نمود.